# Nokia N10
N10 – seria telefonów komórkowych wyprodukowanych przez firmę Nokia. Pierwszy telefon serii pojawił się na rynku w 1997 roku. 

## Telefony z serii N10
- Nokia 1101 - model posiadający monochromatyczny wyświetlacz. Maksymalnie może wytrzymać 300 godzin w stanie czuwania.